# Thüringer Landesamt für Bodenmanagement und Geoinformation
Das Thüringer Landesamt für Bodenmanagement und Geoinformation (TLBG) entstand 2019 aus der Verschmelzung des TLVermGeo mit Teilen der drei 
Ämter für Landentwicklung und Flurneuordnung (ÄLF).

## Entwicklung
Zum 1. April 2005 wurden das Thüringer Landesvermessungsamt und die Thüringer Katasterämter organisatorisch zum Landesamt für Vermessung und Geoinformation (TLVermGeo) zusammengefasst. Die bisherigen Vermessungsämter wurden in acht Katasterbereiche mit Dienststellen gegliedert und bilden die Abteilung „Flurstücksbezogene Geobasisdaten“. Sie werden als dezentrale Dienststellen an den bisherigen Standorten bestehen bleiben. Nur der Dienstort Mühlhausen ist nach Leinefelde-Worbis verlegt worden.

## Geoinformation
Sowohl das Geoinformationszentrum (GIZ) als auch das Landesluftbildarchiv – beide in Erfurt – geben Auskunft über die Produkte des Vermessungsamts. In den Auskunftsstellen der Katasterbereiche erhält man Auszüge aus dem Liegenschaftskataster und Informationen zu weiteren Leistungen.

## Landesvermessung
Das frühere Landesvermessungsamt war ähnlich wie in anderen deutschen Bundesländern organisiert. Die Landesvermessung selbst hat die übliche Form moderner Festpunktnetze: Punkte erster Ordnung (TP) in ca. 30-km-Abständen, Verdichtung durch Punkte 2. bis 4. Ordnung, übergreifendes Basisnetz mittels dGPS. Das Netz und die Geoidbestimmung sind in das deutsche Grundlagennetz DHDN integriert.
Die erste genaue Landesvermessung erfolgte ab 1803 im Auftrag Preußens durch den Gothaer Sternwartedirektor, den österreichischen Astronomen Franz Xaver von Zach. Im Zuge dessen wurde erstmals Zachs Verfahren mit Pulverblitz-Signalen eingesetzt, das sich als sehr ökonomisch erwies. Das Vermessungsnetz wurde – wie anderswo in Europa – alle paar Jahrzehnte überarbeitet und hat heute eine Genauigkeit im cm-Bereich.